# Population (Biologie)
Als Population wird in den Biowissenschaften die Gesamtheit aller Individuen, in der Regel derselben Art, bezeichnet, die in einem bestimmten Verbreitungsgebiet vorkommen. Infolge der sozialen Interaktionen zwischen den Mitgliedern dieser Bevölkerungseinheit kommt es u. a. zu einer ständigen Vermischung ihres Erbguts durch Genfluss. Populationen sind daher auch ein Ausgangspunkt von evolutiven Veränderungen der betreffenden Art.
Welches die im Einzelfall interessierenden Interaktionen sind, ist innerhalb der biologischen Fachdisziplinen nicht ganz deckungsgleich. So wird beispielsweise in der Populationsgenetik speziell darauf abgehoben, dass die Individuen aufgrund ihrer Entstehungsprozesse miteinander verbunden sind. Die Populationsökologie hingegen interessiert sich nur für die Individuen, die sich zur gleichen Zeit im gleichen Areal aufhalten. In der Demographie und Epidemiologie spielen bei der Definition von Populationen neben den Eigenschaften der Individuen und ihrer Variation sowie genetischen und arealgeographischen Faktoren insbesondere auch soziale Interaktionen eine wesentliche Rolle.
Neben diesen spezifisch biologischen Definitionen wird auch innerhalb der Biologie häufig in einem rein statistischen Sinn von einer „Population“ als einer (beliebig definierten) Grundgesamtheit gesprochen, aus der anhand von Stichproben bestimmte Eigenschaften und deren Verteilung ermittelt werden.

## Genetische Populationen
Bei der Betrachtung genetischer und evolutionsbiologischer Fragen ist eine Population meist definiert als eine Gruppe von Individuen derselben Art, die bei der geschlechtlichen (sexuellen) Fortpflanzung untereinander paarungsfähig sind und, zumindest prinzipiell, gemeinsame Nachkommen haben können. Dabei kommt es nicht nur auf die genetische und physiologische Fähigkeit zur Paarung an, sondern es muss sich auch eine Gelegenheit dazu bieten. Individuen einer Art, die in räumlich vollständig voneinander getrennten Lebensräumen leben und nur bei experimenteller Manipulation durch den Menschen, etwa im Labor oder in Gefangenschaft, Nachkommen produzieren können, werden also (meist) zur selben Art, aber nie zur selben Population gerechnet. Eine Art umfasst also im Regelfall viele Populationen – bei sehr kleinen Beständen möglicherweise auch nur eine einzige, etwa bei Lokalendemiten. Leben Individuen nebeneinander im selben Lebensraum, die physiologisch untereinander paarungsfähig wären, dies aber in der Praxis niemals tun (genannt: reproduktive Isolation), gehören sie nicht zur selben Population. Dies ist ein wesentlicher Unterschied zu ökologisch definierten Populationen. Auch Arten, die sich über ungeschlechtliche Fortpflanzung vermehren, bilden – in diesem Sinne – keine Population aus.
Eine so definierte Population besitzt im Regelfall keine scharfe Grenze. Räumlich getrennte Lebensräume tauschen nicht selten migrierende Individuen miteinander aus, da Individuen oder, bei festsitzenden Arten, zumindest Fortpflanzungseinheiten wie Diasporen, beweglich sind. Hier wird unterschieden zwischen Lokalpopulationen mit fast unbeschränkter Fortpflanzung untereinander und benachbarten Populationen, die seltener, aber über längere Zeitspannen betrachtet doch regelmäßig genug, an der Fortpflanzung beteiligt sind. Dies wird dann eine Metapopulation mit mehreren Subpopulationen genannt.
In der Modellannahme wird oft vereinfachend angenommen, dass es zwischen Individuen derselben Population keinerlei Paarungsschranken gibt. Damit ist ihre Paarung im statistischen Sinne zufällig. Diese wird Panmixie genannt. Im Falle der Panmixie sind alle Individuen einer Population Bestandteil desselben Genpools. Jeder Unterschied zwischen Teilgruppen von ihnen, der durch Zufall (Gendrift) oder aufgrund gerichteter Umweltfaktoren (Selektion) auftreten mag, wird durch Genfluss immer wieder eingeebnet werden. Eine solche Population bildet eine evolutive Einheit aus. Das bedeutet: Ihre Merkmale und die Frequenz der Allele kann sich verändern (Anagenese). Sie kann sich aber nicht von selbst in zwei Populationen, die letztlich irgendwann getrennte Arten ergeben könnten, aufspalten (keine Kladogenese). Statistisch wird der Unterschied zwischen zwei Individuengruppen oft mit einer Form des F-Tests untersucht. Unterscheiden sich ihre Allelfrequenzen nur unterhalb eines gewissen Schwellenwerts, ist von Genfluss zwischen ihnen auszugehen. Tatsächlich sind verschiedene Testverfahren und unterschiedliche Schwellenwerte dafür in Gebrauch, ob zwei Gruppen als zwei Populationen oder als zwei Subpopulationen einer einzigen Population angesehen werden. Dies hängt auch von der Fragestellung ab: Ein Evolutionsbiologe, der die Merkmalsdivergenz bei einem möglichen Vorgang der Artbildung untersucht, wird andere Schwellenwerte verwenden als ein Naturschutzbiologe, der das Aussterben von kleinen Lokalpopulationen einer bedrohten Art aufgrund genetischer Faktoren verhindern will.
Eine Mendel-Population bilden Organismen mit sexueller Fortpflanzung.
Die Populationsbiologie untersucht unter anderem die Populationsdichte, die Populationsdynamik, die Populationsökologie und die Populationsgenetik.